# Graslandtyrann
Der Graslandtyrann (Machetornis rixosa) oder Stelzentyrann ist eine Art der Tyrannen. Er kommt ausschließlich in Südamerika vor.

## Erscheinungsbild
Der Graslandtyrann erreicht eine Körperlänge von 19 Zentimetern und wiegt rund 30 Gramm. Er weist in seinem Erscheinungsbild gewisse Ähnlichkeit mit den Königstyrannen auf, und zwar insbesondere mit dem Trauertyrann. Allerdings haben genetische Untersuchungen bestätigt, dass diese Arten nicht näher miteinander verwandt sind.
Wie der Trauertyrann hat auch der Graslandtyrann eine leuchtend gelbe Körperunterseite. Die Körperoberseite ist überwiegend graubraun. Von der Schnabelbasis verläuft über das Auge ein dunkler Farbstreif. Verglichen mit dem Trauertyrann sind die Flügel kürzer und laufen weniger spitz aus. Seine Beine sind außerdem auffällig länger.

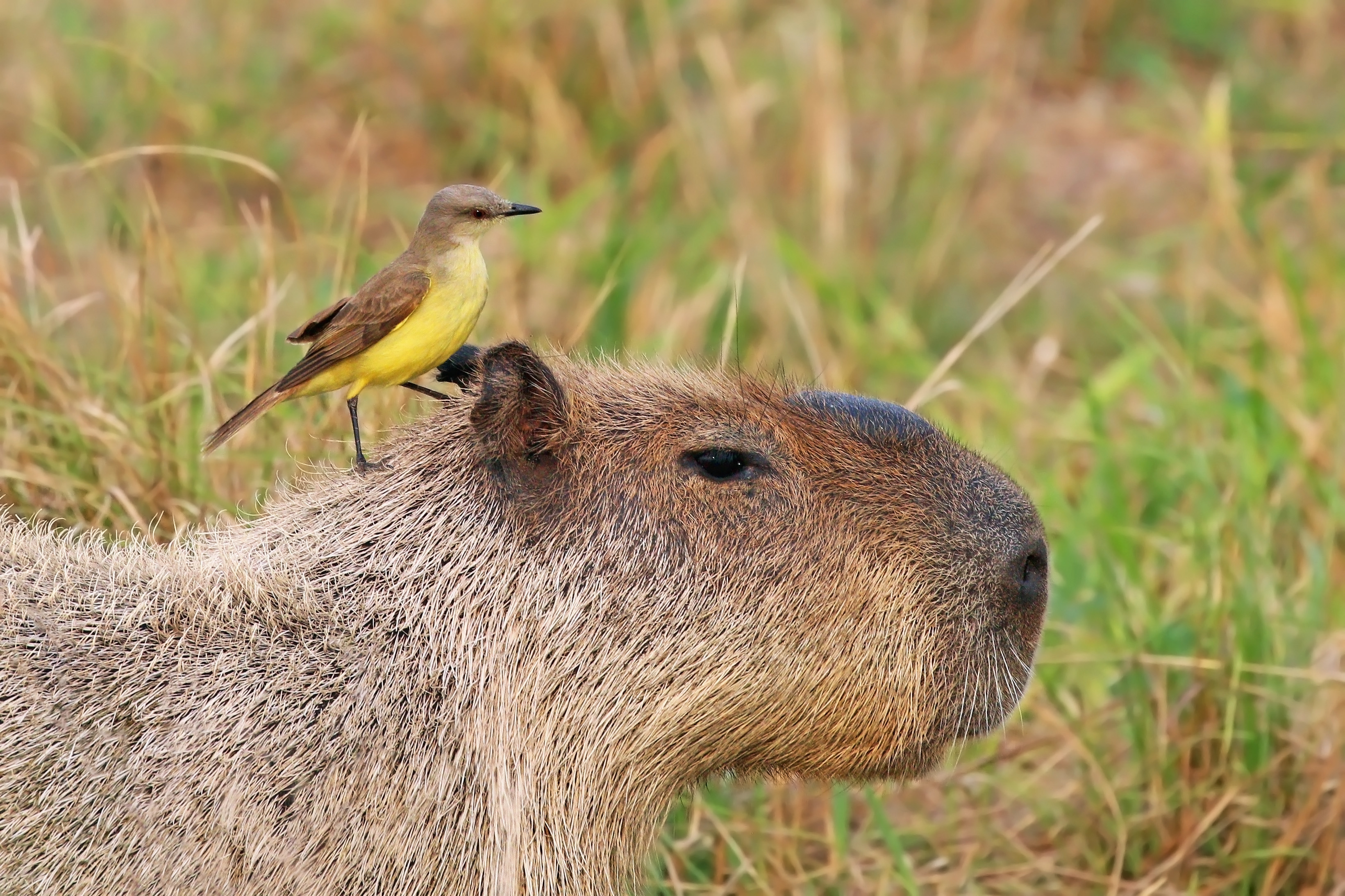
Graslandtyrann auf einem Capybara

## Verbreitungsgebiet und Verhalten
Der Graslandtyrann kommt in Argentinien, Bolivien, Brasilien, Kolumbien, Panama, Paraguay, Uruguay sowie Venezuela vor. Sein Lebensraum sind offene Graslandschaften. Der Graslandtyrann ist eine bodenbewohnende Art, die sich bevorzugt zwischen weidenden Rindern aufhält. Auf diesen sitzen sie auch auf und fangen von dort aus Insekten, die durch die Rinder aufgescheucht worden. Da Rinder erst seit einigen wenigen hundert Jahren in Südamerika beheimatet sind, geht man davon aus, dass der Stelzentyrann zuvor in seiner Lebensweise an Capybaras gebunden war.

## Unterarten
Es sind folgende Unterarten bekannt:
- Machetornis rixosa flavigularis Todd, 1912[3] kommt vom östlichen Panama, dem nördlichen Kolumbien bis ins nördliche Venezuela vor
- Machetornis rixosa  obscurodorsalis Phelps, WH & Phelps, WH Jr, 1948[4] ist im östlichen Kolumbien, dem östlichen Ecuador und dem südwestlichen Venezuela verbreitet.
- Machetornis rixosa rixosa (Vieillot, 1819)[5] kommt im östlichen zentralen Brasilien über das östliche Bolivien, in Paraguay, dem nördlichen Argentinien und in Uruguay vor.

## Etymologie und Forschungsgeschichte
Die Erstbeschreibung des Graslandtyranns erfolgte 1819 durch Louis Pierre Vieillot unter dem wissenschaftlichen Namen Tyrannus rixosus. Vieillot bezog sich auf Suiriri del suirirí von  Félix de Azara und nannte deshalb Paraguay als Verbreitungsgebiet. 1841 führte George Robert Gray die Gattung Machetornis für den Graslandtyrann ein. Der Begriff leitet sich von μαχητης, μαχη,  μαχομαι makhētēs, makhē, makhomai für Kämpfer, Krieger, Schlacht, kämpfen und ορνις,  ορνιθος ornis, ornithos für Vogel ab. Der Artname »rixosa« leitet sich aus lateinisch rixosus, rixare, rixa ‚streitsüchtig, zänkisch, streiten, prügeln‘ ab. Flavigularis ist ein Wortgebilde aus lateinisch flavus ‚gelb, goldengelb‘ und lateinisch gularis, gula ‚-kehlig, Kehle‘, obscurodorsalis aus lateinisch obscurus ‚dunkel, düster‘ und lateinisch dorsalis, dorsualis, dorsal, dorsum ‚den Rücken betreffend, Rücken‘. Alfred Laubmann hatte für sein Werk Die Vögel von Paraguay sechs Bälge der Gran-Chaco-Expedition gesammelt durch Michael Mathias Kiefer (1902–1980) und Eugen Josef Robert Schuhmacher (1906–1973) zur Verfügung. Außerdem  lagen zwei Exponate gesammelt von Emil Weiske (1867–1950) und Berthold Krüger in Concepción vor. In seinen Analysen kam Laubmann zu dem Schluss, dass nur die Nominatform in Paraguay präsent ist. Nachweise in der Literatur für die Art im Land führte er zahlreich an.

## Belege